# تشارلز غراهام
تشارلز غراهام (بالإنجليزية: Charles Graham)‏ هو سياسي أسترالي، ولد في 1867 في كرايستشرش في نيوزيلندا، وتوفي في 27 مارس 1938 في أستراليا. حزبياً، نشط في حزب العمال الأسترالي. وقد انتخب عضو مجلس الشيوخ الأسترالي ‏ عن دائرة أستراليا الغربية (1 يوليو 1923 – 30 يونيو 1929).